# Жеста Доона де Майанса
Жеста Доона де Майанса, известная также как «жеста мятежных баронов» — цикл французских эпических поэм, названный по имени основателя рода, среди потомков которого и предатель Ганелон. В ходе эволюции эта жеста стала циклом о борьбе императорской власти с внутренними врагами.
Фактический создатель цикла — неизвестный автор поэмы «Гофрей» (вторая половина XIII века), впервые объединивший персонажей разрозненных до того поэм в стройную генеалогию. В прологе он достаточно произвольно объявил потомками (сыновьями и внуками) Доона де Майанса героев целого ряда эпических произведений. Согласно прологу, у Доона было двенадцать сыновей: Гофрей, Доон де Нантейль, Гриффон д'Отфей (отец Ганелона), Эмон де Дордон, Бев д'Эгремон, Рипё Бретонский, Перон (дед рыцарей-лебедей, вымышленный предок Готфрида Бульонского), Жирар Руссильонский и другие, не ставшие персонажами.

## Состав
- Доон де Майанс — о чудесном рождении героя (в один и тот же день с двумя его братьями), что сопровождалось знамениями, о воспитании Доона в лесной чащобе, о его первых подвигах, о войне с сарацинами, о победах над сарацинским королём Обигантом, о завоевании Воклера и руки прекрасной Фландрины, дочери Обиганта; здесь же появляется добродушный великан Робастр, рожденный земной женщиной от любовной связи с духом; Робастр становится верным соратником героя, а затем и его старшего сына.
- Гофрей
  - Подвиги Ожье Датчанина
  - «Отрочество Ожье» Адене ле Руа
- Нантейльская жеста
  - Доон де Нантейль (сохранились фрагменты)
  - Айя Авиньонская (о Гарнье де Нантейле)
  - Ги де Нантейль (о сыне Гарнье)
  - Герцогиня Париза (о дочери Гарнье)
  - Тристан де Нантейль (о сыне Ги)
- Жан де Лансон (о племяннике Ганелона, комическая)
- Рено де Монтобан (другое название «Четыре сына Эмона»)
  - Бев д'Эгремон
  - Можис д'Эгремон
  - Вивьен де Монбранк
  - «Смерть Можиса д'Эгремон»
- Ансеис Картахенский (о сыне Рипё Бретонского)
- Гуон Бордосский
  - Оберон
  - Эсклармонда
  - «Гуон, король Волшебной страны»
  - «Кларисса и Флоран»
  - «Песнь о Годене»
  - Ида и Олива
  - «Гуон и Калисса»
  - «Круассан» — прозаическая компиляция о сыне Иды и Оливы
- Жирар Руссильонский